# Oberea protensa
Oberea protensa là một loài bọ cánh cứng trong họ Cerambycidae.